# Sinocorophium alienense
Sinocorophium alienense är en kräftdjursart som först beskrevs av Chapman 1988.  Sinocorophium alienense ingår i släktet Sinocorophium och familjen Corophiidae. Inga underarter finns listade i Catalogue of Life.